# Адольф (герцог Баварии)
Адольф (нем. Adolf., 7 января 1434, Мюнхен — 24 октября 1441, Мюнхен) — герцог Баварии-Мюнхен в 1435—1441 гг.

## Биография
Адольф был старшим сыном герцога Вильгельма III и Маргариты Клевской. Его младший брат Вильгельм умер в младенческом возрасте в 1435 году. Правление Адольфа при двух взрослых герцогах Эрнсте и Альбрехте III было чисто номинальным. Умерший в семилетнем возрасте, Адольф не оставил сколько-нибудь значимый след в истории Баварского герцогства.